# Archivo Microfilmado de la Prensa en Lengua Alemana
El Archivo Microfilmado de la Prensa en Lengua Alemana (Mikrofilmarchiv der deutschsprachigen Presse) es una asociación establecida en 1965 en Dortmund. Su tarea es archivar periódicos alemanes.

## Enlaces
- Sitio web del Archivo Microfilmado
- Información sobre el Archivo Microfilmado
- Inventario del Archivo Microfilmado

- Datos: Q1933855